# Choi In-jeong
Choi In-Jeong –en hangul, 최인정– (Seül, 21 de maig de 1990) és una esportista sud-coreana que competeix en esgrima, especialista en la modalitat d'espasa.
Va participar en tres Jocs Olímpics d'Estiu entre els anys 2012 i 2020, i hi va obtenir dues medalles, plata a Londres 2012 i plata a Tòquio 2020. A més, va guanyar 3 medalles (1 d'or) en els Campionat del món d'esgrima entre els anys 2018 i 2023 i 18 medalles (7 d'or) en els Campionats d'Àsia entre els anys 2011 i 2023.

## Palmarès internacional
| Jocs Olímpics     | Jocs Olímpics          | Jocs Olímpics | Jocs Olímpics     |
| Any               | Lloc                   | Medalla       | Prova             |
| ----------------- | ---------------------- | ------------- | ----------------- |
| 2012              | Londres ( Regne Unit)  | 2             | Espasa per equips |
| 2020              | Tòquio ( Japó)         | 2             | Espasa per equips |
| Campionat del món |                        |               |                   |
| Any               | Lloc                   | Medalla       | Prova             |
| 2018              | Wuxi ( Xina)           | 2             | Espasa per equips |
| 2022              | El Caire ( Egipte)     | 1             | Espasa per equips |
| 2023              | Milà ( Itàlia)         | 3             | Espasa per equips |
| Campionat d'Àsia  |                        |               |                   |
| Any               | Lloc                   | Medalla       | Prova             |
| 2011              | Seül ( Corea del Sud)  | 1             | Espasa individual |
| 2011              | Seül ( Corea del Sud)  | 2             | Espasa per equips |
| 2012              | Wakayama ( Japó)       | 3             | Espasa individual |
| 2012              | Wakayama ( Japó)       | 2             | Espasa per equips |
| 2013              | Shanghai ( Xina)       | 2             | Espasa per equips |
| 2014              | Suwon ( Corea del Sud) | 1             | Espasa individual |
| 2014              | Suwon ( Corea del Sud) | 2             | Espasa per equips |
| 2015              | Singapur               | 2             | Espasa individual |
| 2015              | Singapur               | 1             | Espasa per equips |
| 2016              | Wuxi ( Xina)           | 1             | Espasa per equips |
| 2017              | Hong Kong              | 2             | Espasa per equips |
| 2018              | Bangkok ( Tailàndia)   | 3             | Espasa per equips |
| 2019              | Chiba ( Japó)          | 3             | Espasa individual |
| 2019              | Chiba ( Japó)          | 1             | Espasa per equips |
| 2022              | Seül ( Corea del Sud)  | 2             | Espasa individual |
| 2022              | Seül ( Corea del Sud)  | 1             | Espasa per equips |
| 2023              | Wuxi ( Xina)           | 3             | Espasa individual |
| 2023              | Wuxi ( Xina)           | 1             | Espasa per equips |